# Opere di Luca Signorelli
Quello che segue è un elenco cronologico delle opere di Luca Signorelli, pittore italiano attivo dalla fine del XV secolo all'inizio del XVI secolo ed inquadrabile nella corrente artistica del Rinascimento.

## Affreschi
| Immagine | Titolo                                                                                 | Data         | Dimensioni     | Tecnica                       | Luogo di conservazione                                                              | Annotazioni | N. |
| -------- | -------------------------------------------------------------------------------------- | ------------ | -------------- | ----------------------------- | ----------------------------------------------------------------------------------- | --- | -- |
|          | Coppia di Apostoli                                                                     | c. 1477–1480 | 238×200 cm     | affresco policromo            | Sagrestia di San Giovanni (o della Cura), Basilica della Santa Casa, Loreto, Italia | |    |
|          | Incredulità di san Tommaso                                                             | c. 1477–1480 | 238×200 cm     | affresco policromo            | Sagrestia di San Giovanni (o della Cura), Basilica della Santa Casa, Loreto, Italia | |    |
|          | Coppia di Apostoli                                                                     | c. 1477–1480 | 238×200 cm     | affresco policromo            | Sagrestia di San Giovanni (o della Cura), Basilica della Santa Casa, Loreto, Italia | |    |
|          | Conversione di san Paolo                                                               | c. 1477–1480 | 238×200 cm     | affresco policromo            | Sagrestia di San Giovanni (o della Cura), Basilica della Santa Casa, Loreto, Italia | |    |
|          | Coppia di Apostoli                                                                     | c. 1477–1480 | 238×200 cm     | affresco policromo            | Sagrestia di San Giovanni (o della Cura), Basilica della Santa Casa, Loreto, Italia | |    |
|          | Coppia di Apostoli                                                                     | c. 1477–1480 | 238×200 cm     | affresco policromo            | Sagrestia di San Giovanni (o della Cura), Basilica della Santa Casa, Loreto, Italia | |    |
|          | Coppia di Apostoli                                                                     | c. 1477–1480 | 238×200 cm     | affresco policromo            | Sagrestia di San Giovanni (o della Cura), Basilica della Santa Casa, Loreto, Italia | |    |
|          | Volta della Sagrestia di San Giovanni (o della Cura)                                   | c. 1477–1480 |                | affreschi policromi           | Sagrestia di San Giovanni (o della Cura), Basilica della Santa Casa, Loreto, Italia | |    |
|          | Disputa sul corpo di Mosè                                                              | c. 1481–1482 |                | affresco policromo            | Cappella Sistina, Città del Vaticano                                                | L'opera di Signorelli era già disastrata nel XVI secolo e venne completamente ridipinta nel 1574 da Matteo da Lecce                                                  |    |
|          | Testamento e morte di Mosè                                                             | c. 1481–1482 | 350×572 cm     | affresco policromo            | Cappella Sistina, Città del Vaticano                                                | Sebbene sia innegabile la presenza di Signorelli, presenta alcuni dubbi attributivi e la maggior parte della stesura pittorica è attribuita a Bartolomeo della Gatta |    |
|          | Dio punisce Florenzo che si era rallegrato che Benedetto avesse lasciato Subiaco       | c. 1497–1498 |                | affresco policromo            | Ciclo di San Benedetto dell'Abbazia di Monte Oliveto Maggiore, Asciano, Italia      | |    |
|          | Benedetto evangelizza gli abitanti di Montecassino                                     | c. 1497–1498 |                | affresco policromo            | Ciclo di San Benedetto dell'Abbazia di Monte Oliveto Maggiore, Asciano, Italia      | |    |
|          | Benedetto esorcizza il Diavolo                                                         | c. 1497–1498 |                | affresco policromo            | Ciclo di San Benedetto dell'Abbazia di Monte Oliveto Maggiore, Asciano, Italia      | |    |
|          | Benedetto resuscita un monaco ucciso dal crollo di un muro                             | c. 1497–1498 |                | affresco policromo            | Ciclo di San Benedetto dell'Abbazia di Monte Oliveto Maggiore, Asciano, Italia      | |    |
|          | Benedetto rimprovera due monaci che avevano violato la Regola mangiando in una locanda | c. 1497–1498 |                | affresco policromo            | Ciclo di San Benedetto dell'Abbazia di Monte Oliveto Maggiore, Asciano, Italia      | |    |
|          | Benedetto rimprovera il fratello del monaco Valeriano per aver violato il digiuno      | c. 1497–1498 |                | affresco policromo            | Ciclo di San Benedetto dell'Abbazia di Monte Oliveto Maggiore, Asciano, Italia      | |    |
|          | Benedetto scopre l'inganno di re Totila                                                | c. 1497–1498 |                | affresco policromo            | Ciclo di San Benedetto dell'Abbazia di Monte Oliveto Maggiore, Asciano, Italia      | |    |
|          | Benedetto incontra re Totila e gli dà il benvenuto                                     | c. 1497–1498 |                | affresco policromo            | Ciclo di San Benedetto dell'Abbazia di Monte Oliveto Maggiore, Asciano, Italia      | |    |
|          | Benedetto resuscita un fanciullo (in gran parte perduto)                               | c. 1497–1498 |                | affresco policromo            | Ciclo di San Benedetto dell'Abbazia di Monte Oliveto Maggiore, Asciano, Italia      | |    |
|          | Predica e punizione dell'Anticristo                                                    | c. 1499–1502 |                | affresco policromo            | Cappella di San Brizio nel Duomo di Orvieto, Italia                                 | |    |
|          | Apocalisse                                                                             | c. 1499–1502 |                | affresco policromo            | Cappella di San Brizio nel Duomo di Orvieto, Italia                                 | |    |
|          | Resurrezione della carne                                                               | c. 1499–1502 |                | affresco policromo            | Cappella di San Brizio nel Duomo di Orvieto, Italia                                 | |    |
|          | Salita al Paradiso e chiamata all'Inferno                                              | c. 1499–1502 |                | affresco policromo            | Cappella di San Brizio nel Duomo di Orvieto, Italia                                 | |    |
|          | Dannati all'Inferno                                                                    | c. 1499–1502 |                | affresco policromo            | Cappella di San Brizio nel Duomo di Orvieto, Italia                                 | |    |
|          | Eletti in Paradiso                                                                     | c. 1499–1502 |                | affresco policromo            | Cappella di San Brizio nel Duomo di Orvieto, Italia                                 | |    |
|          | Cappellina dei Corpi Santi con Compianto di Cristo morto                               | c. 1499–1502 |                | affresco policromo            | Cappella di San Brizio nel Duomo di Orvieto, Italia                                 | |    |
|          | Vele delle volte della Cappella di San Brizio                                          | c. 1499–1502 |                | affreschi policromi           | Cappella di San Brizio nel Duomo di Orvieto, Italia                                 | Tutte, tranne il Cristo giudice tra angeli e i Sedici profeti, che vennero realizzate dal Beato Angelico                                                             |    |
|          | Autoritratto con Niccolò d'Angeli Franceschi                                           | c. 1500–1503 |                | affresco policromo (staccato) | Museo dell'Opera del Duomo, Orvieto, Italia                                         | |    |
|          | Coriolano persuaso a risparmiare Roma dalla sua famiglia                               | c. 1509      | 125.7×125.7 cm | affresco policromo (staccato) | National Gallery, Londra, Regno Unito                                               | |    |
|          | Trionfo della Castità e Amore sconfitto                                                | c. 1509      | 125×133.4 cm   | affresco policromo (staccato) | National Gallery, Londra, Regno Unito                                               | |    |

## Dipinti
| Immagine | Titolo                                                                                              | Data         | Dimensioni         | Tecnica e supporto                                  | Luogo di conservazione | Annotazioni | N.          |
| -------- | --------------------------------------------------------------------------------------------------- | ------------ | ------------------ | --------------------------------------------------- | --- | --- | ----------- |
|          | Flagellazione (fronte dello Stendardo della Flagellazione)                                          | c. 1475      | 84×60 cm           | tempera su tavola                                   | Pinacoteca di Brera, Milano, Italia | |             |
|          | Madonna del Latte in gloria (retro dello Stendardo della Flagellazione)                             | c. 1475      | 84×60 cm           | tempera su tavola                                   | Pinacoteca di Brera, Milano, Italia | |             |
|          | Pala di Sant'Onofrio                                                                                | 1484         | 221×189 cm         | olio e tempera su tavola                            | Museo dell'Opera del Duomo, Perugia, Italia | |             |
|          | Natività del Battista                                                                               | c. 1485–1490 | 31×70 cm           | olio su tavola                                      | Museo del Louvre, Parigi, Francia | |             |
|          | Sacra Famiglia di Parte Guelfa                                                                      | c. 1487–1488 | 124 cm di diametro | olio su tavola                                      | Galleria degli Uffizi, Firenze, Italia | Il Vasari testimonia che il dipinto venne realizzato per la Sala delle Udienze dei Capitani di Parte Guelfa di Firenze                                                                          | [ 1 ]       |
|          | Santi Caterina da Siena, Maria Maddalena e Gerolamo                                                 | c. 1489–1490 | 146.5×75.5 cm      | olio su tavola                                      | Gemäldegalerie, Berlino, Germania | Parte della smembrata Pala Bichi |             |
|          | Santi Agostino, Caterina d'Alessandria e Antonio da Padova                                          | c. 1489–1490 | 146.5×75.5 cm      | olio su tavola                                      | Gemäldegalerie, Berlino, Germania | Parte della smembrata Pala Bichi |             |
|          | Figure in un paesaggio: due nudi maschili                                                           | c. 1489–1490 | 67.9×41.9 cm       | olio su tavola                                      | Museo d'Arte, Toledo, Stati Uniti d'America | Parte della smembrata Pala Bichi |             |
|          | Figure in un paesaggio: uomo, donna e bambino                                                       | c. 1489–1490 | 67.9×41.9 cm       | olio su tavola                                      | Museo d'Arte, Toledo, Stati Uniti d'America | Parte della smembrata Pala Bichi |             |
|          | Cristo nella casa di Simone il Fariseo                                                              | c. 1489–1490 | 26×90 cm           | olio su tavola                                      | Galleria Nazionale, Dublino, Irlanda | Parte sinistra della predella della smembrata Pala Bichi |             |
|          | Compianto sul Cristo morto                                                                          | c. 1489–1490 | 30×120 cm          | olio su tavola                                      | Pollok House, Glasgow, Scozia | Parte centrale della predella della smembrata Pala Bichi |             |
|          | Martirio di Santa Caterina d' Alessandria                                                           | c. 1489–1490 | 29×92 cm           | olio su tavola                                      | Clark Art Institute, Williamstown, Stati Uniti d'America | Parte destra della smembrata predella della Pala Bichi |             |
|          | Educazione di Pan                                                                                   | c. 1490      | 194×254 cm         | tempera su tavola                                   | Opera perduta. Fu uno dei 417 dipinti andati irreparabilmente distrutti nell'incendio della Flakturm Friedrichshain, scoppiato durante la Seconda Guerra Mondiale | Opera perduta. Fu uno dei 417 dipinti andati irreparabilmente distrutti nell'incendio della Flakturm Friedrichshain, scoppiato durante la Seconda Guerra Mondiale                               |             |
|          | Madonna col Bambino tra ignudi                                                                      | c. 1490      | 170×115 cm         | olio su tavola                                      | Galleria degli Uffizi, Firenze, Italia | Proveniente dalla Villa medicea di Castello, secondo il Vasari fu eseguita per "Lorenzo de' Medici", probabilmente non da identificare con Il Magnifico, bensì con l'omonimo cugino Il Popolano | [ 2 ]       |
|          | Circoncisione                                                                                       | c. 1490–1491 | 258.5×180 cm       | olio su tavola, trasferito su tela montata su legno | National Gallery, Londra, Regno Unito | È firmata e in origine venne realizzata per una chiesa di Volterra. Il Gesù bambino che si vede oggi è una modifica del Sodoma                                                                  | [ 3 ]       |
|          | Sposalizio della Vergine                                                                            | c. 1490–1491 | 21.6×48 cm         | olio su tavola                                      | National Gallery of Art, Washington D.C., Stati Uniti d'America                                                                                                   | |             |
|          | Sacra Famiglia con una santa                                                                        | c. 1490–1495 | 89 cm di diametro  | tempera su tavola                                   | Galleria Palatina di Palazzo Pitti, Firenze, Italia | |             |
|          | Sacra Famiglia                                                                                      | c. 1490–1495 | 80.6×64.8 cm       | olio su tavola                                      | National Gallery, Londra, Regno Unito | L'opera è stata pesantemente restaurata prima di entrare nella collezione londinese e in vari punti è ancora evidente la pittura scolorita del restauro                                         | [ 4 ]       |
|          | Adorazione dei Pastori                                                                              | c. 1490–1510 | 17.1×64.8 cm       | olio su tavola                                      | National Gallery, Londra, Regno Unito | Dimensioni e forma fanno ipotizzare che facesse parte in origine di una predella, ma gli elementi decorativi dell'inquadratura suppongono più probabilmente che fosse un'immagine a sé stante   | [ 5 ]       |
|          | Annunciazione                                                                                       | c. 1491      | 282×205 cm         | tempera su tavola                                   | Pinacoteca e Museo Civico, Volterra, Italia | |             |
|          | Vergine in trono e santi                                                                            | 1491         | 302×233 cm         | tempera su tavola                                   | Pinacoteca e Museo Civico, Volterra, Italia | |             |
|          | Ritratto d'uomo                                                                                     | 1492         | 50×32 cm           | tempera su tavola                                   | Gemäldegalerie, Berlino, Germania | |             |
|          | Madonna col Bambino tra i santi Girolamo e Bernardo                                                 | c. 1492–1493 | 112 cm di diametro | tempera su tavola                                   | Palazzo Corsini al Parione, Firenze, Italia | |             |
|          | Testa di un ragazzo                                                                                 | c. 1492–1493 | 26×20.5 cm         | tempera su tavola                                   | Philadelphia Museum of Art, Filadelfia, Stati Uniti d'America | |             |
|          | Madonna col Bambino                                                                                 | c. 1492–1498 | 87 cm di diametro  | tempera su tavola                                   | Alte Pinakothek, Monaco di Baviera, Germania | |             |
|          | Ritratto di Vitellozzo Vitelli                                                                      | c. 1492–1498 | 42×33 cm           | tempera su tavola                                   | Villa I Tatti, Firenze, Italia | |             |
|          | Ritratto di Niccolò Vitelli                                                                         | c. 1492–1498 | 42×33 cm           | tempera su tavola                                   | Barber Institute of Fine Arts, Birmingham, Regno Unito | |             |
|          | Tondo Baduel                                                                                        | c. 1492–1500 | 155 cm di diametro | tempera su tavola                                   | Museo Bandini, Fiesole, Italia | È una copia autografa della Madonna col Bambino tra santi |             |
|          | Adorazione del Bambino                                                                              | c. 1493–1496 | 142×179 cm         | olio su tavola                                      | Museo nazionale di Capodimonte, Napoli, Italia | |             |
|          | Assunzione della Vergine con i santi Michele e Benedetto                                            | c. 1493–1496 | 170,8×131,4 cm     | olio su tavola                                      | Metropolitan Museum of Art, New York, Stati Uniti d'America | |             |
|          | Crocifissione (fronte dello Gonfalone dello Spirito Santo)                                          | c. 1494      | 156×104 cm         | tempera su tela                                     | Galleria Nazionale delle Marche, Urbino, Italia | |             |
|          | Discesa dello Spirito Santo (retro dello Gonfalone dello Spirito Santo)                             | c. 1494      | 156×104 cm         | tempera su tela                                     | Galleria Nazionale delle Marche, Urbino, Italia | |             |
|          | San Giorgio e il Drago                                                                              | c. 1495–1500 | 55×77.5 cm         | olio su tavola                                      | Rijksmuseum, Amsterdam, Paesi Bassi | |             |
|          | Madonna della Misericordia con San Sebastiano e San Bernardino da Siena                             | c. 1495–1505 |                    | tempera su tavola                                   | Museo Diocesano d'Arte Sacra, Pienza, Italia | |             |
|          | Adorazione dei Magi                                                                                 | c. 1495      | 331×245 cm         | olio su tavola, trasferito su tela                  | Museo del Louvre, Parigi, Francia | |             |
|          | Adorazione dei Pastori                                                                              | c. 1496      | 215×170.2 cm       | olio su tavola                                      | National Gallery, Londra, Regno Unito | Firmato "Luce De Cortona P. O." | [ 6 ]       |
|          | Martirio di San Sebastiano                                                                          | c. 1498      | 288×175 cm         | tempera su tavola                                   | Pinacoteca Comunale, Città di Castello, Italia | |             |
|          | Allegoria della Fecondità e dell'Abbondanza                                                         | c. 1500      | 58×105,5 cm        | tempera su tavola                                   | Galleria degli Uffizi, Firenze, Italia | |             |
|          | Compianto sul Cristo morto                                                                          | c. 1502      | 270×240 cm         | tempera su tavola                                   | Museo Diocesano, Cortona, Italia | | [ 7 ] [ 8 ] |
|          | Crocifisso con la Maddalena                                                                         | c. 1502–1505 | 247×165 cm         | tempera su tavola                                   | Galleria degli Uffizi, Firenze, Italia | |             |
|          | Crocifissione (fronte dello Stendardo della Crocifissione)                                          | c. 1502–1505 | 212×157 cm         | tempera su tela                                     | Chiesa di Sant'Antonio abate, Sansepolcro, Italia | |             |
|          | Santi Antonio ed Eligio con i confratelli inginocchiati (retro dello Stendardo della Crocifissione) | c. 1502–1505 | 212×157 cm         | tempera su tela                                     | Chiesa di Sant'Antonio abate, Sansepolcro, Italia | |             |
|          | Crocifissione                                                                                       | c. 1504–1505 | 72.5×101.3 cm      | tempera e olio su tavola                            | National Gallery of Art, Washington D.C., Stati Uniti d'America                                                                                                   | |             |
|          | Uomo su una scala                                                                                   | c. 1504–1505 | 88.3×52 cm         | olio su tavola                                      | National Gallery, Londra, Regno Unito | Faceva parte di una pala d'altare raffigurante il Compianto di Cristo ai piedi della Croce realizzata per l'altare della Chiesa di Sant'Agostino a Matelica                                     | [ 9 ]       |
|          | Flagellazione                                                                                       | c. 1505      | 42×34 cm           | tempera su tavola                                   | Ca' d'Oro, Venezia, Italia | |             |
|          | Madonna col Bambino                                                                                 | c. 1507      | 51×48 cm           | tempera su tavola                                   | Metropolitan Museum of Art, New York, Stati Uniti d'America | |             |
|          | Polittico di Arcevia                                                                                | c. 1507      | 393×315 cm         | tempera su tavola                                   | Collegiata di San Medardo, Arcevia, Italia | |             |
|          | Incoronazione della Vergine                                                                         | 1508         | 127×223 cm         | olio su tavola                                      | San Diego Museum of Art, San Diego, Stati Uniti d'America | |             |
|          | Madonna col Bambino, la Trinità, sant'Agostino e sant'Atanasio d'Alessandria                        | c. 1510      | 272×180 cm         | tempera su tavola                                   | Galleria degli Uffizi, Firenze, Italia | |             |
|          | Comunione degli Apostoli                                                                            | 1512         | 232×220 cm         | olio su tavola                                      | Museo Diocesano, Cortona, Italia | Datato e firmato "Lvcas Signorellvs Corythonensis Pingebat / MDXII" | [ 7 ]       |
|          | Santa Caterina d'Alessandria                                                                        | c. 1512      | 31×43 cm           | tempera su tavola                                   | Museo Horne, Firenze, Italia | La piccola opera era forse parte di una presunta predella per la Comunione degli Apostoli |             |
|          | Sacra Famiglia con i santi Zaccaria, Elisabetta e Giovanni Battista                                 | c. 1512      | 70 cm di diametro  | olio su tavola                                      | Gemäldegalerie, Berlino, Germania | |             |
|          | Madonna col Bambino e santi                                                                         | 1515         | 265×193 cm         | olio su tavola                                      | National Gallery, Londra, Regno Unito | È firmata e datata. Venne realizzata per la Cappella di Santa Cristina di Bolsena nella Chiesa di San Francesco a Montone                                                                       | [ 10 ]      |
|          | Pala della Deposizione                                                                              | c. 1516      |                    |                                                     | Chiesa e Museo di Santa Croce, Umbertide, Italia | |             |
|          | Compianto sul Cristo morto tra angeli e santi                                                       | c. 1516      |                    | tempera su tavola                                   | Museo Diocesano, Cortona, Italia | |             |
|          | Assunzione della Vergine                                                                            | c. 1519–1520 |                    |                                                     | Museo Diocesano, Cortona, Italia | | [ 8 ]       |
|          | Ester davanti Assuero e Tre episodi della Vita di San Girolamo                                      | c. 1519–1522 | 29.5×212.5 cm      | olio su tavola                                      | National Gallery, Londra, Regno Unito | È una lunga predella | [ 11 ]      |
|          | Incoronazione della Vergine con angeli e santi                                                      | c. 1523      |                    |                                                     | Collegiata dei Santi Martino e Leonardo, Foiano della Chiana, Italia                                                                                              | Realizzata con aiuti |             |
|          | Madonna col Bambino e santi                                                                         | c. 1519–1523 | 357×248 cm         | tempera su tavola                                   | Museo Statale d'Arte Medievale e Moderna, Arezzo, Italia | È l'ultima completata da Luca Signorelli |             |